# Stephan G. Stephansson

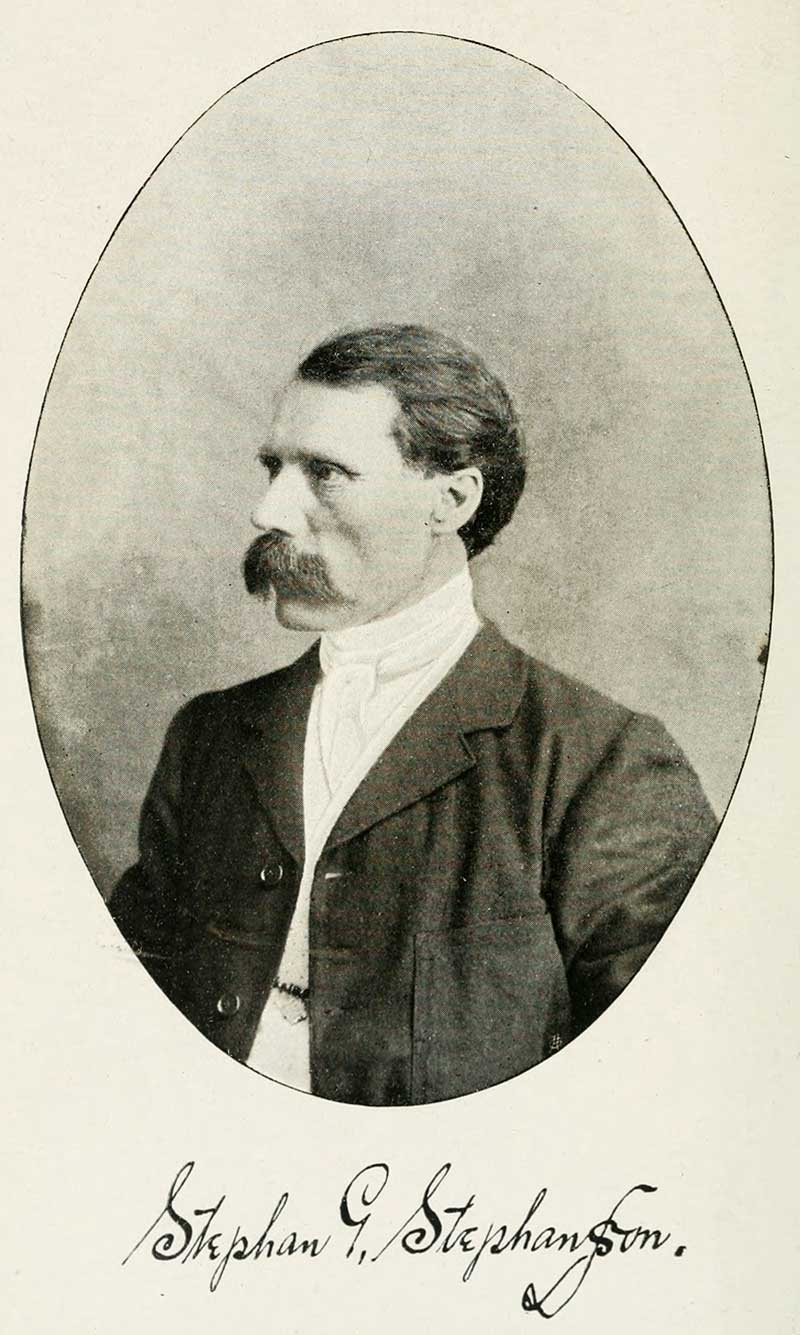
Stephan G Stephansson. Foto.

Stephan Guðmundsson Stephansson, ursprungligen Stefán Guðmundur Guðmundsson, född 3 oktober 1853 i Skagafjörður på Island, död 10 augusti 1927 nära Markerville i Alberta i Kanada, var en isländsk-kanadensisk författare och bonde, bosatt i Kanada.

## Biografi
Stephansson föddes på Island men emigrerade då han var nitton år, tillsammans med föräldrarna, till Wisconsin, USA. År 1889 flyttade han till Markerville, Red Deer County, Alberta, Kanada. Han återvände inte till Island förrän 1917, då han hunnit bli 64 år.
Han var autodidakt och kroppsarbetade hela sitt liv. Författarskapet fick utövas om nätterna. Stephanssons främsta inspiration var författaren Ralph Waldo Emerson och de delade åsikter i många frågor, inte minst den rörande jämlikhet mellan män och kvinnor. Stephanson skrev uteslutande på isländska och hade stort inflytande på litteraturen i det gamla hemlandet. 
Hans dikter samlades i sex volymer med titeln "Andvökur" (sömnlösa nätter) och hans brev och essäer utgavs i fyra volymer. 
Hans gård strax utanför Markerville är ett officiellt minnesmärke i Alberta.

### Webbkällor
- Dictionary of Canadian Biography University of Toronto Press. 1979–2005. Hämtad 2013-08-03.

### Översättning
Den här artikeln är helt eller delvis baserad på material från engelskspråkiga Wikipedia.